# 2004 TW357
2004 TW357, também escrito como 2004 TW357, é um objeto transnetuniano que está localizado no Cinturão de Kuiper, uma região do Sistema Solar. Este corpo celeste é classificado como um provável plutino, pois, o mesmo está em uma ressonância orbital de 2:3 com o planeta Netuno. Ele possui uma magnitude absoluta de 7,8 e tem um diâmetro estimado com 121 km.

## Descoberta
2004 TW357 foi descoberto no dia 15 de outubro de 2004 pelo astrônomo Marc W. Buie.

## Órbita
A órbita de 2004 TW357 tem uma excentricidade de 0,189 e possui um semieixo maior de 39,515 UA. O seu periélio leva o mesmo a uma distância de 32,030 UA em relação ao Sol e seu afélio a 47,000 UA.